# Cristina Grau García
Cristina Grau García (Valencia, 1946-Valencia, 1997) fue arquitecta, profesora de Proyectos Arquitectónicos en la Universitat Politècnica de Valencia y pintora. Es considerada como integrante del grupo de arquitectos que fueron los actores más importantes en la construcción de la ciudad de Valencia en la segunda mitad del siglo XX.

## Trayectoria

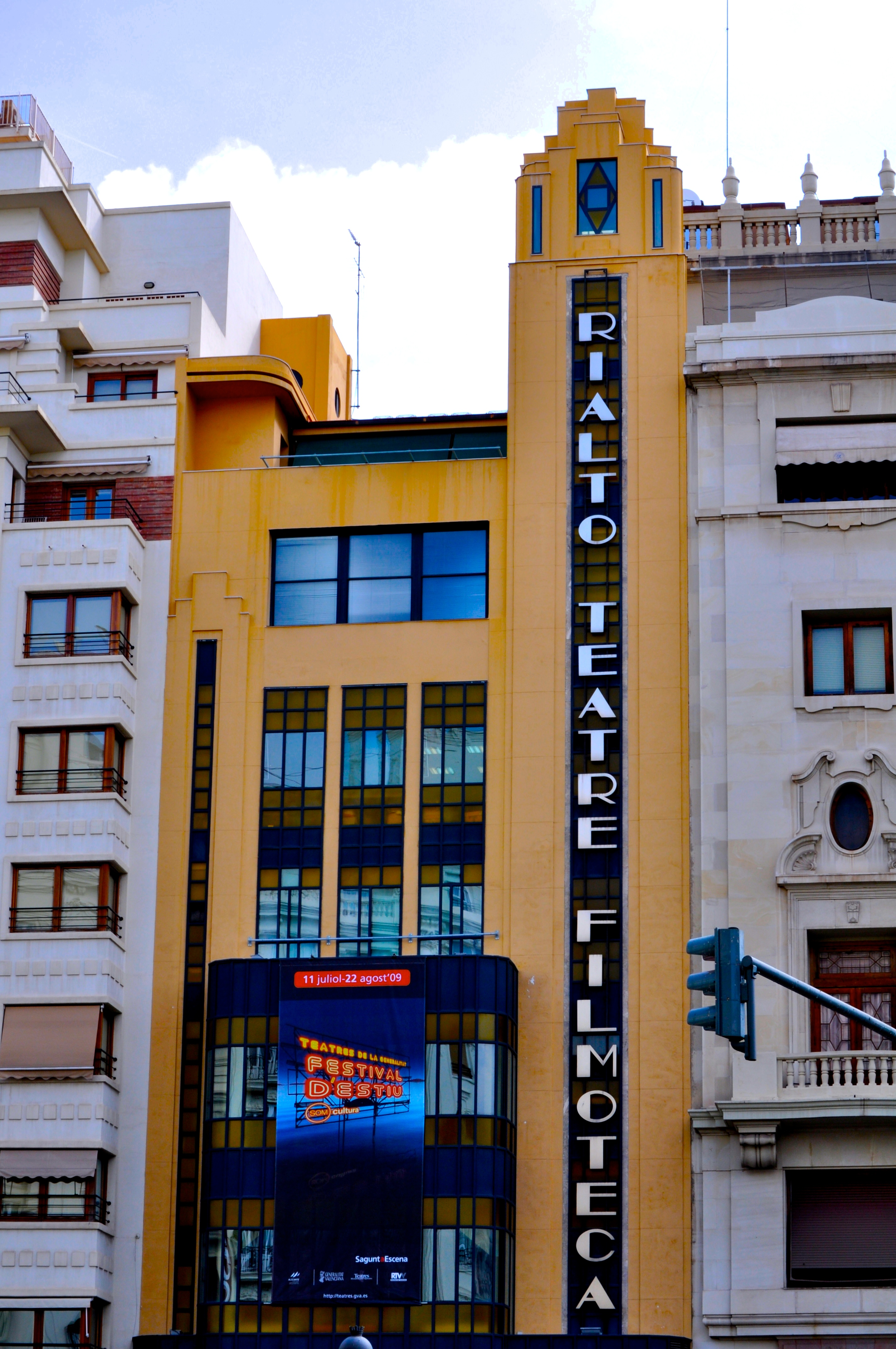
Cine Rialto, Valencia

Nace en Valencia, España el 24 de julio de 1946. Fue hija de Camilo Grau Soler, arquitecto valenciano de importante trayectoria. Realizó estudios de Bellas Artes en la Facultad de Bellas Artes de San Carlos. Hablaba varios idiomas: español, catalán, francés, inglés, alemán e italiano y era una gran viajera. Se recibió de arquitecta en 1972 en la Escuela Técnica Superior de Arquitectura de Valencia. A partir de allí, continuando con la tradición paterna, trabajó asociada a su hermano Camilo (1945) en el estudio profesional, donde obtuvieron numerosos premios y distinciones profesionales. Él destaca la intensa y eficaz colaboración de Cristina, que aporta una interesante e importante cultura arquitectónica al estudio en concursos, publicaciones y obras. (…) Por su formación en Bellas Artes, sabía dibujar y muy bien“”.

### Obra arquitectónica
El mismo año de incorporación de ella al estudio ganan el 2.º Premio en el Concurso Nacional de Estibadores Portuarios y el 1.º Puesto en el Concurso Nacional Plan de Urgencia 14 Colegios EGB del Ministerio de Educación. En 1975 obtuvieron el 1.º Premio en el Concurso de oficinas Altos Hornos de Madrid, que no se llega a construir por la quiebra de los comitentes. En la competencia participaron los grandes arquitectos españoles del momento. Junto a Escario, Vidal y Vives, los Grau concurren con el lema Isósceles en el concurso la Sede Social en Valencia del Colegio Oficial de Arquitectos de Valencia y Murcia (COAVM), donde salieron en tercer lugar (1976). En 1981 también con Antonio Escario, acceden al primer premio de un concurso y se transforman en los arquitectos del Real Club Náutico de Valencia.
Otros proyectos destacados de esta etapa es la Central Telefónica Regional de Valencia (1979), edificio que recubren con una gran malla para protección del sol.
En los años 80 los Grau se dedicaron predominantemente a la rehabilitación de edificios patrimoniales como la transformación del antiguo colegio La Salle en los Juzgados de Palma de Mallorca (1981), la restauración del Palacio de Alarcón, originalmente del siglo XVIII en los Juzgados de ciudad de Játiva, Valencia (1983); transformación del Mercado de Abastos en el Complejo Cultural Abastos, en Valencia (1985-88); la transformación de una antigua cárcel en los Juzgados en Manacor (1986), la reforma del escenario del teatro principal de Valencia (1990) y la transformación integral del Palacio de Raga (1992).
En 1988 Cristina y Camilo Grau restauraron el Cine Rialto, construido en 1939, una de las obras emblemáticas del art decó en la Comunidad Valenciana y que alberga actualmente al Instituto Valenciano de Cinematografía. Además de la participación en el proyecto arquitectónico, Cristina sumó un rol relevante en el diseño de los interiores.
Hacia 1989 ella construyó su chalet en Cullera y se incorporó al estudio Camilo Grau Carretero, su sobrino. Entre las obras que realizan en esta nueva etapa del estudio está el Instituto de 2ª enseñanza de Manises (1994).
Ella también trabajó en el campo del diseño industrial y más concretamente en el diseño de mobiliario: para Martínez Medina S.A. diseñó los sofás Voluta y Dinámico, la mesa Raíz y Decó, además del sillón Presidente y de la silla Secretario.
La obra arquitectónica de Cristina Grau fue expuesta en los Colegios Oficiales de Arquitectos de Alicante, Castellón y Madrid, en el Claustro del Patriarca y en la sala Parpalló de Valencia y en el Palacio del Almudí de Murcia.

### Contribución teórica a la arquitectura
En paralelo a su prolífica actividad proyectan y de enseñanza, realiza el Doctorado en la Escuela Técnica Superior de Arquitectura de Valencia, que finaliza en 1984. Su tesis El espacio arquitectónico en la literatura: el laberinto borgiano y otros laberintos fue dirigida por Josep Muntañola Thornberg. El trabajo surgió de la necesidad de explicar a sus alumnos cómo el arquetipo del laberinto configura espacios a partir de cruzar imágenes literarias con otras provenientes del campo del arte. Para desarrollar sus hipótesis entrevistó varias veces a Jorge Luis Borges en Buenos Aires entre fines de 1982 y principios de 1983. Una beca Fullbright colaboró para que pudiera cotejar las ediciones originales de la obra de Borges en los fondos hispanoamericanos de la Biblioteca Regenstein de la Universidad de Chicago.
Posteriormente, en 1989, Grau publicó el libro Borges y la arquitectura, que condensa los resultados de su tesis. El libro y sus obras construidas no pueden ser entendidas por separado. La teoría surge de su práctica y va en sentido inverso también. Las categorías analizadas en el libro, como las de duplicaciones y la “arquitectura pródiga en simetrías” (como dice Borges) aparecen en los proyectos de los Bloques de Protección de Menores (que terminan transformados en Conselleria de Educación, 1979) y el Centro de Protección de Menores en Marrachí, Mallorca (1985), que además referencian claramente al proyecto de prisión de J. N. Durand citado en uno de los capítulos. También en este sentido, la metáfora de los espejos y las duplicaciones tiene que ver con dos edificios de los Grau que dialogan entre sí: el Auditorio de Música de Torrente (1992) y el Conservatorio de Músicos de Torrente (1996 a 2000). El trabajo de Cristina Grau en el campo del patrimonio remite directamente a las reflexiones que menciona en el libro sobre las ruinas del Campo Marzio de Piranesi (otro autor vinculado a las cárceles) y al fragmento como elemento que genera inquietud.
Los intereses de Cristina Grau se manifiestan también en la producción de publicaciones sobre la relación entre arte, cine, literatura y arquitectura como Un intento de representación espacial de Casa Tomada de Cortázar (Encontres n.º 2. Valencia, 1985), Borges en el laberinto de simetrías y de juegos de espejos (Abalorio. Sagunto, 1987) o Clasicismo-goticismo en la arquitectura y el cine (Vila Mustieles, Santiago | Grau García, Cristina: Universidad Politécnica de Valencia, 1995). La producción teórica se completa con libros y artículos como el libro La vivienda en España: 1970—1990 (Ed. UPV. 1993) y Villes réeles, villes imaginaires (Le Courier de L’Unesco. París, 1991).
En 1991 Cristina Grau fue la comisaria de la exhibición Borges, Dichter van Ruimtes que tuvo lugar en el Instituto de Arte Contemporáneo de Ámsterdam, un laberinto circular cortado por dos espejos que multiplicaban el espacio. En 1992 organizó la exposición Borges et l’architecture en el Centro Georges Pompidou de París, 1992.
El arte era otra de sus pasiones. Realizaba teatrales pinturas en relación con la arquitectura y donde una pierna de mujer que se asoma entre los fragmentos. Se destacan sus exposiciones individuales en Ámsterdam (1991), Valencia (1992/1994), Miami (1993) y París (1994), y su participación en numerosas exposiciones colectivas en París, Nueva York y Chicago. En 1999 el IVAM le realiza un homenaje póstumo.

### Última etapa
Cristina Grau dictó clases en el Departamento de Composición y Proyectos Arquitectónicos de la Universidad Politécnica de Valencia, del cual fue Titular desde 1984 hasta 1996. La Universidad era un espacio para vincularse con la práctica ya que hacía convenios con municipios para trabajar junto a sus alumnos. Decía que un profesor de proyectos si no hace obras deja de ser un buen profesor. Apasionada por la enseñanza, se presentó dos veces a convocatoria para obtener el puesto de catedrática pero a pesar a sus innumerables e indudables méritos no fue elegida.
En estas búsquedas, ella fue apoyada por su compañero de vida, el profesor de literatura René de Costa, [ con quien contrajo matrimonio en 1997, poco antes de morir en septiembre de 1997. Cristina Grau dejó una obra construida de alta calidad y sus ensayos son de referencia para la historia de la arquitectura de Valencia y la teoría del proyecto. Parte de sus archivos se encuentran en el International Archive of Women in Architecture en Virginia Tech.